# Олаф IV (король Данії)
О́лаф IV Го́конссон (1370 — 1387) — король Данії від 1375 до 1387 року як Олаф II, Норвегії від 1380 до 1387 року. Походив з династії Фолькунгів.

## Життєпис
Був сином Гокона VI, короля Норвегії, та королеви Маргрете. Після смерті 1375 року Вальдемара IV, короля Данії, Маргарита домоглася обрання свого сина новим королем.
3 травня 1376 року відбулася його коронація. Проте влада Олафа була номінальна: за нього керувала країною Маргрете I. Після смерті 12 вересня 1380 року норвезького короля Гокона Маргрете I у свою чергу домоглася обрання новим королем Норвегії Олафа. Таким чином укладено дансько-норвезьку унію. А втім, обома державами фактично володарювала Маргарита.
Після цього політика Маргарита була спрямована на те, щоб зробити Олафа новим королем Швеції. 1385 року в Сконе (південна Швеція) його оголошено новим королем Швеції. Маргрете збирала сили, щоб скинути зі шведського трону Альбрехта Мекленбурзького. Проте цим сподіванням не дано було виконатися — 23 серпня 1387 року Олаф раптово помер, не залишивши спадкоємців.